# Malebodammen

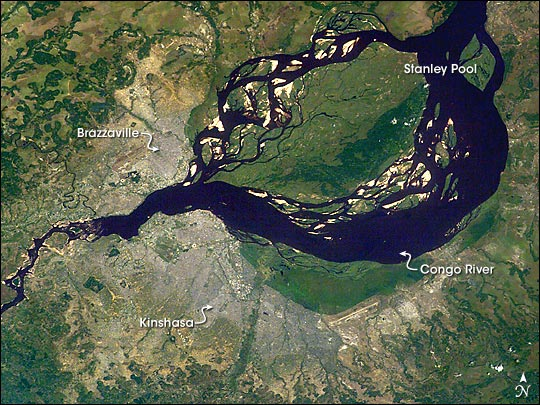
Satellitbild över de båda huvudstäderna, Kongofloden (Congo River) och Malebodammen (Stanley Pool)

Malebodammen är en cirka 35 kilometer lång insjö på gränsen mellan Kongo-Brazzaville och Kongo-Kinshasa. Genom sjön flyter Kongofloden. Malebodammen har tidigare kallats Nkundasjön och Stanley Pool.
Sjön ligger 280 meter över havet och är cirka 450 km² stor, med en rad skogklädda öar. Den första europé att nå sjön var Henry Morton Stanley 1877, som anlade Léopoldville (nuvarande Kinshasa) på dess sydöstra brädd.